# 班涌

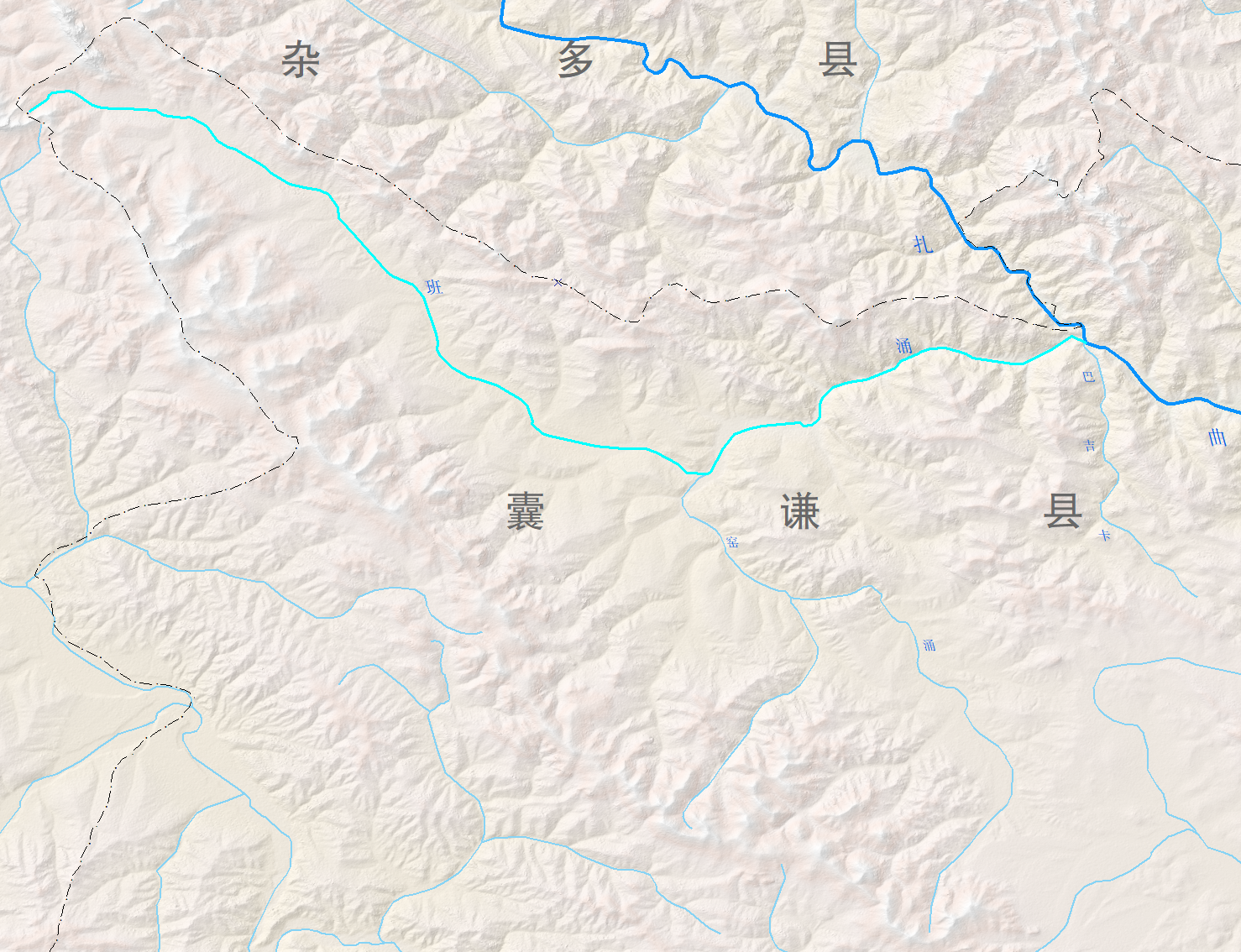
班涌及其主要支流示意图

班涌位于中国青海省玉树藏族自治州囊谦县西北隅的一条河流，是澜沧江上游段扎曲的右岸支流。发源于囊谦、杂多两县交界处的优日阿仁麻山（优然仁玛）南侧，源流在宽谷中向东流10.3千米后转东南流，经30.6千米，右纳最大支流窑涌后转东北流，于哇罗以西注入扎曲。河流全长62.3千米，流域面积890平方千米。班涌流域上游窄，呈山丘宽谷地貌，下游渐宽，呈高山峡谷地貌。全流域属于纯牧业区，囊谦县着晓乡茶哈、由涌和班多3个牧民委员会驻地分布在流域内。